# 里見清一 (医師)
里見 清一（さとみ せいいち、1961年 - ）は、日本の内科医、評論家。
鳥取県生まれ。本名・國頭英夫。鳥取県立米子東高等学校卒。1986年東京大学医学部卒業。大学病院内科および公立病院救命救急センターなどでの研修を経て、1991年から呼吸器内科とくに肺癌の診療に専門に従事。2001年東大医学博士。三井記念病院呼吸器内科科長、国立がん研究センター中央病院内科、日本赤十字社医療センター化学療法科部長。専門は呼吸器内科学・臨床腫瘍学。
筆名は山崎豊子『白い巨塔』の登場人物から。テレビドラマ「白い巨塔」のアドバイザリーも務める。

## 著書
- 『偽善の医療』新潮新書 2009
- 『希望という名の絶望 医療現場から平成ニッポンを診断する』新潮社 2011
- 『誰も教えてくれなかった癌臨床試験の正しい解釈』中外医学社 2011
- 『衆愚の病理』新潮新書 2013
- 『見送ル ある臨床医の告白』新潮社 2013
- 『医師の一分』新潮新書 2014
- 『医者と患者のコミュニケーション論』新潮新書 2015
- 医者とはどういう職業か 幻冬舎新書 2016年 ISBN 978-4344984295